# 鳥井守幸
鳥井 守幸（とりい もりゆき、1932年1月10日 - ）は、日本のジャーナリスト。元帝京平成大学教授。元日本ジャーナリスト専門学校校長。

## 略歴
福岡県大牟田市出身。早稲田大学法学部卒業｡
大学卒業後、毎日新聞社に入社。毎日新聞西部本社管轄の福岡総局、大分支局勤務を経て東京本社勤務となり、社会部副部長、編集委員、『サンデー毎日』編集長を歴任。『サンデー毎日』時代の1980年には、同誌編集部員の鳥越俊太郎と共に、社会問題となっていた「イエスの方舟」への密着取材を敢行。主宰者の千石剛賢に単独インタビューを行うなど、当時他マスコミから全く無視されていた「イエスの方舟」側の主張を取り上げ、事態の沈静化へ導いた。
その後論説委員を務め、1991年に同社を定年退職後は、ジャーナリストとして活動し、帝京平成大学教授、日本ジャーナリスト専門学校校長に就任。メディア評論・社会論を専門に教鞭を執り、テレビ・ラジオコメンテーターや講演活動でも活躍。
2008年3月、日本ジャーナリスト専門学校校長を退任。2011年3月、帝京平成大学教授を退任。

## 過去の出演番組
- ザ・ワイド（日本テレビ系列）
- 朝のホットライン（JNN系列）
- 3時にあいましょう（JNN系列・一部地域を除く、『三宅裕司のいかすバンド天国』などを取材）
- テレポートTBS6（TBS）
- 中村もときのおはようRKB（RKBラジオ）
- 大沢悠里のゆうゆうワイド（TBSラジオ）

## 著書
- 現場からみた出版学 - 学文社1996年
- 野球ふしぎ発見 - 毎日新聞社1998年 ISBN 9784620312583